# Йохан I фом Щайн цу Насау
Йохан I фом Щайн цу Насау (на немски: Johann I von Stein zu Nassau; † 26 май 1365) е благородник от род Щайн цу Насау, губернатор на Монтабаур в Рейнланд-Пфалц.
Той е син на Хайнрих фом Щайн цу Насау († сл. 1303) и съпругата му Гута фон Щеренберг († сл. 1305), дъщеря на Еберолдус фон Щеренберг († ок. 1294). Внук е на Хайнрих фом Щайн цу Насау († ок. 1255). Правнук е на Зифрид фом Щайн († ок. 1235) и праправнук на Егенолф фом Щайн († пр. 1198).

## Фамилия
Йохан I фом Щайн цу Насау се жени за Ютта Бренер фон Ланщайн († ок. 1363), дъщеря на
Еберхард Бренер фон Ланщайн, бургграф на Ланщайн († ок. 1354) и Агнес фон Хелфенщайн († 1360), дъщеря на Херман II фон Хелфенщайн, байлиф на Монтабаур († 1314). Те имат децата:
- Елизабет фом Щайн цу Насау, омъжена за Марсилиус фон Райфенберг († 1368)
- Анна фом Щайн цу Насау († сл. 1369), омъжена за Йохан II фон Лангенау († сл. 1384)
- Йохан II фон Щайн цу Насау (* пр. 1354; † между 9 август 1387 – 24 август 1389), женен пр. 11 ноември 1380 г. за Рихардис фон Изенбург-Браунсберг († сл. 1387); имат син:
  - Йохан III фон Щайн цу Насау († между 13 септември 1439 – 4 март 1440), женен за Ютта фон Ринберг († сл. 1425)